# Angelo Niculescu
Angelo Niculescu (* 1. Oktober 1921 in Craiova; † 20. Juni 2015 in Bukarest) war ein rumänischer Fußballspieler und -trainer. Er führte die rumänische Fußballnationalmannschaft zur Fußball-Weltmeisterschaft 1970 nach Mexiko.

## Karriere

### Niculescu als aktiver Spieler
Niculescu begann das Fußballspielen bei Rovine Grivița in seiner Heimatstadt Craiova. Aufgrund seiner guten Leistungen wechselte er aber schon nach zwei Jahren zum Lokalrivalen FC Craiova. Weitere Stationen seiner Fußballkarriere waren Carmen Bukarest, Ciocanul Bukarest sowie am Ende seiner Laufbahn der berühmte Hauptstadtvertreter Dinamo Bukarest. Dort fiel er aber nie als Schlüsselspieler auf und kam daraufhin nur zeitweise zu Einsätzen. Bereits mit 29 Jahren beendete Niculescu seine aktive Karriere als Fußballer.

### Die Karriere als Trainer und Funktionär
Von 1953 bis 1957 arbeitete Niculescu als Coach von Dinamo Bukarest, wo er die Meisterschaft 1955 gewinnen konnte. Es folgten weniger erfolgreiche Zwischenstationen in der Rückrunde 1957/58 beim Erzrivalen CCA Bukarest, was ihm von den Dinamo-Anhängern besonders übel genommen wurde, sowie in der Saison 1958/59 bei Zweitligist Tractorul Brașov. Nach anschließender fünfjähriger Pause kehrte er zu seiner alten Liebe Dinamo Bukarest zurück und verbrachte dort zwei weitere von Titeln gekrönte Saisons, als er im Jahr 1965 das Double aus Meisterschaft und Pokalsieg gewann.
Im Jahr 1967 wurde Niculescu als Nachfolger von Ilie Oană zum Trainer der Rumänischen Fußballnationalmannschaft berufen. Zunächst verpasste der hinter dem späteren Europameister Italien die Qualifikation zur Europameisterschaft 1968. Den Höhepunkt seiner Trainerlaufbahn bildete die überraschende Qualifikation Rumäniens für die Fußball-Weltmeisterschaft 1970, wo sein Team aber nach knappen Niederlagen gegen England und Brasilien sowie einem Sieg gegen die Tschechoslowakei bereits nach der Vorrunde ausschied. Ende des Jahres 1972 trat er als Nationalcoach zurück. Zuvor war Rumänien im Viertelfinale der Fußball-Europameisterschaft 1972 gegen Ungarn erst im Entscheidungsspiel ausgeschieden.
Im Herbst 1973 wurde Niculescu Trainer von Sportul Studențesc, das er in die Spitzengruppe der Divizia A führte und mit dem er sich für den UEFA-Pokal 1976/77 qualifizieren konnte. Dort konnte sich das Team in der 1. Runde gegen Olympiakos Piräus durchsetzen, schied dann aber nach zwei Niederlagen gegen den FC Schalke 04 aus. Im Jahr 1977 wechselte er zum Ligakonkurrenten Politehnica Timișoara, wo ihm in der Saison 1977/78 erneut die Qualifikation zum UEFA-Pokal gelang. Dort ereilte ihn erneut das Aus in der zweiten Runde.
Zu Beginn der Saison 1979/80 übernahm Niculescu erneut den Trainerposten bei Dinamo Bukarest, schloss die Saison aber nur auf dem fünften Platz ab. Nach weiteren Stationen beim SC Bacău und Universitatea Cluj (Abstieg am Ende der Saison 1981/82) sowie in der Divizia B bei Oțelul Galați beendete er im Jahr 1983 seine Trainerlaufbahn.
Später wurde Niculescu Ehrenmitglied des rumänischen Fußballverbandes und war zeitweise Vizepräsident des technischen Komitees unter der Leitung von Mircea Sandu. Seit dem Tod seiner Frau im Jahr 2008 lebte Niculescu allein und zurückgezogen in einem kleinen Appartement in der rumänischen Hauptstadt Bukarest.

## Erfolge

### Als Trainer
- WM-Teilnehmer: 1970
- Rumänischer Meister: 1955, 1965
- Rumänischer Pokalsieger: 1965
- Qualifikation zum UEFA-Pokal: 1976, 1978